# 滞止压强
滞止压强（英語：Stagnation Pressure）也被称为皮托压强，是流体力学术语。是指流体在某一滞点处的静压。在滞点处，流体的速度为零，且所有的动能都转化为压力能（等熵条件下）。滞止压强等于自由流静压和自由流動壓之和。滞止压强有时又被称为皮托压强，因其通常用皮托管测量。

## 外部連結
- Pitot-Statics and the Standard Atmosphere （页面存档备份，存于）
- The Measurement of Air Speed in Airplanes （页面存档备份，存于）